# Gérald Hustache-Mathieu
Pour les articles homonymes, voir Hustache et Mathieu.
Gérald Hustache-Mathieu est un réalisateur et scénariste français né en 1968 à Grenoble en Isère.

## Filmographie

### Assistant réalisateur
- 1997 : J'ai horreur de l'amour[2]

### Réalisateur et scénariste
- 2001 : Peau de vache (court-métrage)[3]
  - 2003 : César du meilleur court métrage[4]
- 2002 : La Chatte andalouse (court-métrage)[5]
  - 2002 : Prix du public au Festival du film de Belfort - Entrevues[6]
  - 2003 : Prix de la presse, prix du public et prix "Attention Talent" de la FNAC au Festival du court métrage de Clermont-Ferrand[7]
  - 2003 : Prix du public au Festival Côté court de Pantin[8]
  - 2003 : Prix du public au Festival du court métrage de Vila do Conde (en)[9],[10]
  - 2004 : Nommé pour le César du meilleur court métrage[4]
- 2006 : Avril (film)[11]
- 2011 : Poupoupidou (film)[12]
- 2023 :  Polar Park (série)[13]